# Menziken
Menziken es una comuna suiza del cantón de Argovia, situada en el distrito de Kulm. Limita al norte con la comuna de Reinach, al noreste con Beinwil am See, al este y sur con Beromünster (LU), al oeste con Pfeffikon (LU) y Burg, y al noroeste con Rickenbach (LU).